# أندري بافلينكو
أندري بافلينكو (الروسية: Павленко, Андрей Викторович) هو لاعب كرة قدم روسي في مركز الوسط، ولد في 12 يوليو 1986 في بوتسدام في ألمانيا. لعب مع نادي تيومين ‏.

## وصلات خارجية
- أندري بافلينكو على موقع قاعدة بيانات كرة القدم.إي يو (الإنجليزية)
- أندري بافلينكو على موقع Soccerway.com (الإنجليزية)